# Шукла, Рам Чандра
Рам Чандра Шукла (4 октября 1882, Басти, Британская Индия — 2 февраля 1941, Варанаси, Британская Индия) — индийский художник и искусствовед.

## Ранний период жизни
Шукла родился в небольшой деревне Шукульпура района Басти, штат Уттар-Прадеш, в семье фермера. Вскоре после этого его отец переехал в город Аллахабад в штате Уттар-Прадеш, где Рам Чандра вырос.
Позже он окончил Аллахабадский университет где изучал живопись у известного индийского художника Бенгальской школы Кшитиндры Натх Мажумдара. Ассоциация выпускников Университета Аллахабада почитает его как одного из самых уважаемых выпускников Университета Аллахабада.

## Карьера
После получения образования Шукла поступил в индуистский университет Банарас в качестве преподавателя искусства на факультет живописи. В 1985 году он ушел в отставку с должности профессора и заведующего кафедрой живописи индуистского университета Банарас.
Переехал в родной город, Аллахабад, где открыл художественную студию.
Шукла не пытался продавать свои картины, он хотел погрузиться в глубину самого искусства и работать художником, наслаждаясь искусством. 
Известен своим экспериментом с кистью и красками. Разработал различные местные стили живописи, наиболее важными из которых являются Каши Шайли, Самикшавад, а также стиль интуитивных картин, свойственный последнему этапу его творческого пути.

### Картины Каши Шейли
Шукла рисовал в технике акварельной живописи, распространенной в его время. Однако вскоре он начал интересоваться народными картинами Индии, в частности народным искусством Бенары и миниатюрными картинами Индии. Именно в этот период он вместе с другими учениками разработал новую школу индийской современной живописи под названием Каши Шайли, основанную на народном искусстве и миниатюрной живописи.

### Samikshavad
Шукла писал во множестве форм и стилей живописи, при этом стараясь создать что-то новое. Во время своего пребывания в индуистском университете Бенараса в 1974 году он стал одним из основоположников художественного стиля Самикшавад. Этот стиль сейчас хорошо известен в Индии, в рамках него, художники склонны разоблачать коррупцию, распространенную в обществе и политике, с помощью языка, который является символическим и сатирическим.

### Интуитивные картины
Последний эксперимент Шуклы (с 2005 года) это интуитивные картины, представляющие собой небольшие полотна, которые можно назвать современными миниатюрными картинами.

## Личная жизнь
Шукла жил в Аллахабаде, штат Уттар-Прадеш, Индия, со своей женой, Кала Рани Шукла. Он был отцом пяти сыновей и двух дочерей. Его работы выставлены в его фамильном доме в Аллахабаде, который теперь переоборудован в музей.